# Korongi híd
A Korongi híd Magyarország első feszített-függesztett közúti hídja, 2004. szeptember 18-án adták át a forgalomnak. A híd az M7-es autópálya fölött vezeti át az M70-es autóút Nagykanizsa felé vezető ágát. Az eredetileg négynyílású monolit vasbeton híd helyett készült a Hídépítő Rt. javaslatára a kevesebb alátámasztást igénylő, Magyarországon először alkalmazott új szerkezeti megoldás. A tervezését a Hídépítő Rt. munkatársai végezték.

## Elnevezése
Az M7-es autópálya és M70-es autóút ezen szakasza a Mura völgyében, a Korongi dűlő közelében halad. Ebből adódott, hogy a híd a térség helytörténeti elnevezését megőrizve, Korongi híd néven vonuljon be a köztudatba. A dűlő területen Letenye település közigazgatási határán található. Az ide tartozó tájegységet képező területet mind a négy település hasonlóan Korongi dűlőnek nevezi. A dűlő elnevezésének eredete a hajdan e területen élő erdő elnevezésből ered. Az erdőt a korai népnyelv kerek erdőnek, illetve egyszerűbben korongnak hívta.

## Műszaki adatok
| A híd neve              | Korongi híd               |
| Típusa                  | feszített-függesztett híd |
| Nyílások                | 52,3 m + 62,0 m           |
| Hossza                  | 115,60 m                  |
| Vízszintes vonalvezetés | egyenes                   |
| Ferdesége               | 39,5°                     |
| Felülete                | 1833 m²                   |
| Pilon magassága         | 9,80 m                    |